# Wǒ zhèyàng guòle yìshēng
Wǒ zhèyàng guòle yìshēng é um filme de drama taiwanês de 1985 dirigido e escrito por Chang Yi. Foi selecionado como representante de Taiwan à edição do Oscar 1986, organizada pela Academia de Artes e Ciências Cinematográficas.

## Elenco
- Hui San Yang - Kuei-Mei
- Lichun Lee - esposo de Kuei-Mei